# ستيلا فريجيليوس
ستيلا فريجيليوس: حكاية عن ثلاثة أقدار (بالإنجليزية: Stella Fregelius: A Tale of Three Destinies)‏ هي رواية نشرت عام 1904 بقلم الكاتب البريطاني هنري رايدر هاجارد عن مخترع شاب يقع في حب شخص امرأة غريبة وغامضة وهو مخطوب لامرأة أخرى. عرف هاغارد في المقام الأول بروايات المغامرة. ومن بين أشهر رواياته والتي نالت الاستحسان كنوز الملك سليمان، ألان كواترمين، هي. بعد نشر رواية "هي"، قام هاغارد بكتابة رواية واحدة كل سنة على الأقل حتى وفاته عام 1925.